# Sechín Bajo
La ciudad de Sechín Bajo es un conjunto arquitectónico del periodo Precerámico Tardío del Perú antiguo (3.500 - 1500 a. C.). Está situado en la provincia de Casma del departamento de Áncash, en la margen derecha del río Sechín, al suroeste del pueblo del mismo nombre. Se halla en las cercanías de otros sitios arqueológicos de importancia como Cerro Sechín (o Sechín de las Estelas) y Sechín Alto.

## Excavaciones y descripción
El arqueólogo alemán Peter Fuchs ha dirigido las excavaciones e investigaciones en el complejo desde la década de 1990. En el 2008 dio a conocer el hallazgo de una plaza circular de 10 a 12 m de diámetro, construida en piedra y adobes rectangulares. Veinticinco pruebas de fechado carbónico de la zona arrojaron una antigüedad de 5.500 años para dicha estructura, que lo ubica en el periodo Arcaico Tardío.
Fuchs y su equipo de arqueólogos alemanes y peruanos determinaron tres momentos constructivos en Sechín Bajo:
- El primero, desarrollado cerca de los 3.500 a. C., que corresponde a la plaza circular hundida.
- El segundo, que no ha sido determinado, en el que se comenzaron a levantar edificaciones más grandes en una zona adyacente a la plaza circular hundida, seguramente impulsado por el crecimiento poblacional.
- El tercero, hacia 1.600 a. C., donde se halló una estructura de 180 m de largo por 120 m de ancho. Esta tiene en su primera fase dos grandes patios rectangulares, los cuales, en su segunda fase, se subdividen en cuatro patios con esquinas curvadas y muros con nichos. Allí fue encontrado un friso de adobe donde en altorrelieve se ve representada la figura de un hombre con dientes felinos, que en la mano derecha lleva un cuchillo ceremonial y en la izquierda una serpiente. Sería la más antigua iconografía del “degollador” que después difundiría la cultura Chavín.[4]

Sechín Bajo fue seguramente un centro administrativo-ceremonial, como posteriormente lo fueron Sechín Alto y Cerro Sechín, ambos situados en el mismo valle del Casma. Gran parte de su arquitectura es de piedra canteada traída desde los cerros más cercanos, para lo que era necesaria una gran fuerza de trabajo, lo que implica unas formas de gobierno y administración sofisticadas.

## Área monumental
A fin de evitar confusiones, se debe diferenciar claramente los sitios que comparten el nombre de SECHÍN, en el valle de Casma. Al frente de Sechín Bajo y en la otra margen del río Sechín, se encuentra el complejo de Sechín Alto, considerado el mayor conjunto arquitectónico del Perú, pues abarca de 300 a 400 hectáreas.
El otro complejo Sechín, es sin duda el más famoso, llamado también Cerro Sechín o Sechín de las Estelas, situado también en la otra margen del río Sechín y al pie del cerro Laguna. Este complejo es conocido sobre todo por sus altos muros pétreos con relieves que representan a “guerreros-sacerdotes” y cuerpos mutilados; todo el conjunto arquitectónico data de 2.300 a 1.500 a. C. Los relieves de piedra son de su última fase.